# Ober-Grafendorf
Ober-Grafendorf – gmina targowa w Austrii, w kraju związkowym Dolna Austria, w powiecie St. Pölten-Land. Według Austriackiego Urzędu Statystycznego liczyła 4 558 mieszkańców (1 stycznia 2014).